# Raron
Raron je obec ve švýcarském kantonu Valais, v okrese Westlich Raron, jehož je hlavním sídlem. Žije zde přibližně 1 900 obyvatel.

## Geografie
V Raronu se nachází výrazný hradní vrch s pozdně středověkým kostelem, který nechal kolem roku 1500 postavit Ulrich Ruffiner. Krajina v okolí Raronu se vyznačuje horami, údolími a řekami. Nejbližšími městy jsou Brig-Glis a Sierre.
V Raronu se nacházejí jižní portály úpatního tunelu Lötschberg. Přes řeku Bietschbach vede most Bietschtal, který se nachází na území obce Raron. Kromě místních částí (obcí) Raron a St. German patří k obci ještě vesnice Turtig a Rarnerchumma. 

## Historie

Letecký pohled (1955)

Ve středověku se hradním vrchem a dominantou Raronu stal kopec západně od lokality Heidnischbiel, na níž byla ve 12. století postavena románská obytná věž jako sídlo raronského vládce. Rody Raron, Asperlin a de Chevron-Villette obdržely právo na Raron od biskupa ze Sionu jako léno. Obytná věž byla částečně zničena během raronského obchodu v roce 1417, v roce 1538 ji získala obec, poté sloužila jako sídlo rady a vězení v místním okrsku a na počátku 21. století byla v soukromém vlastnictví. Vedle ní byla ve 13. století postavena věž Meierturm. Z Raronu pocházel biskup a několik hejtmanů, díky jejichž moudrosti získal Raron čestný titul Raronia prudens.
Původním církevním centrem byl pravděpodobně St. German, kde je kostel doložen již v 8. nebo 9. století. Kostel v Raronu byl povýšen na farní pravděpodobně až v roce 1299. Velká farnost zahrnovala čtyři farnosti střední třetiny okrsku (Zenden) Raron. V roce 1554 se od farnosti oddělil Unterbäch spolu s Bürchenem a v roce 1867 Ausserberg. Kostel svatého Romana v Raronu byl v roce 1494 až na věž (zbořena v roce 1938) zničen potokem Bietschbach a na počátku 16. století nahrazen zámeckým kostelem se stejným patrociem. Ten byl postaven z neobývané věže Meierturm, kterou v letech 1508–1514 přestavěl Ulrich Ruffiner na gotický kostel. Hradní kostel, obnovený v 70. letech 20. století, se již nepoužívá, neboť na úpatí hradního vrchu byl v roce 1974 postaven moderní skalní kostel.
O prosperitě raronských měšťanů v 17. a 18. století svědčí velké kamenné domy, jako jsou Maxenhaus či Zentriegenhaus. K rozkvětu obce přispívala především frekventovaná průjezdní doprava na staré údolní silnici přes Raron a St. German do Vispu. S výstavbou údolní silnice na levém břehu údolí Raron o tento zdroj příjmů v 19. století přišel. Přehrazení řek Rhôny a Bietschbachu a odvodnění nížiny v letech 1865–1885 a výstavba odvodňovacího kanálu podniku Lonza v roce 1920 otevřely dno údolí pro zemědělství. Ve druhé polovině 20. století se Raron vyvinul v moderní průmyslové a obchodní městečko s obytnými a obchodními budovami zasahujícími daleko do roviny. Vojenské letiště, které bylo zřízeno na konci 40. let 20. století, bylo v roce 1994 v rámci reformy armády zrušeno. Od roku 1980 je zde vrtulníková základna Air Zermatt. Východně od obce byl v roce 2007 v rámci projektu NEAT otevřen jižní portál úpatního tunelu Lötschberg.

## Obyvatelstvo

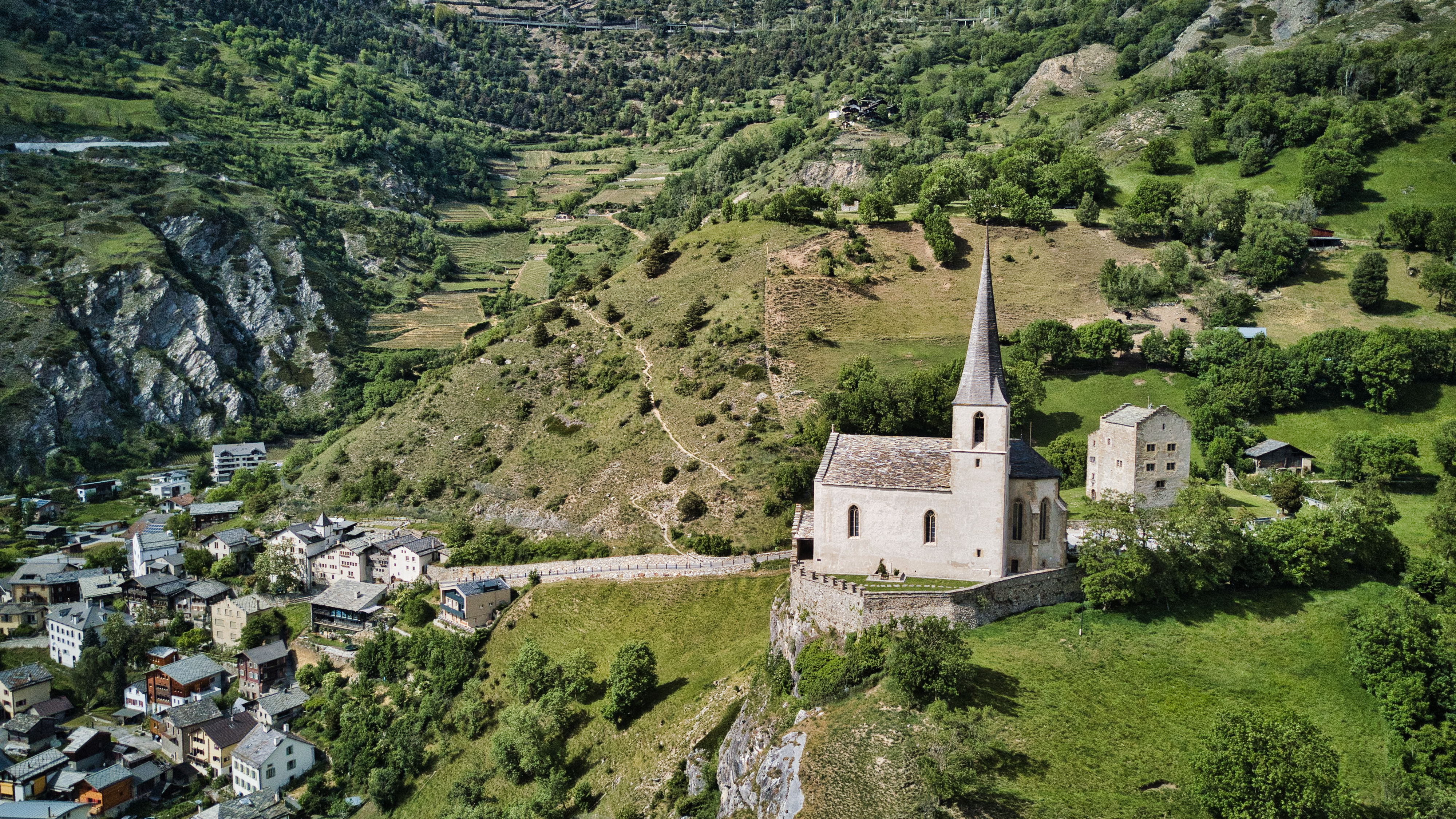
Skalní kostel

| Rok            | 1800 | 1850 | 1900 | 1950 | 2000 | 2010 | 2012 | 2014 | 2016 |
| Počet obyvatel | 360  | 411  | 553  | 969  | 1672 | 1809 | 1865 | 1914 | 1936 |

## Doprava

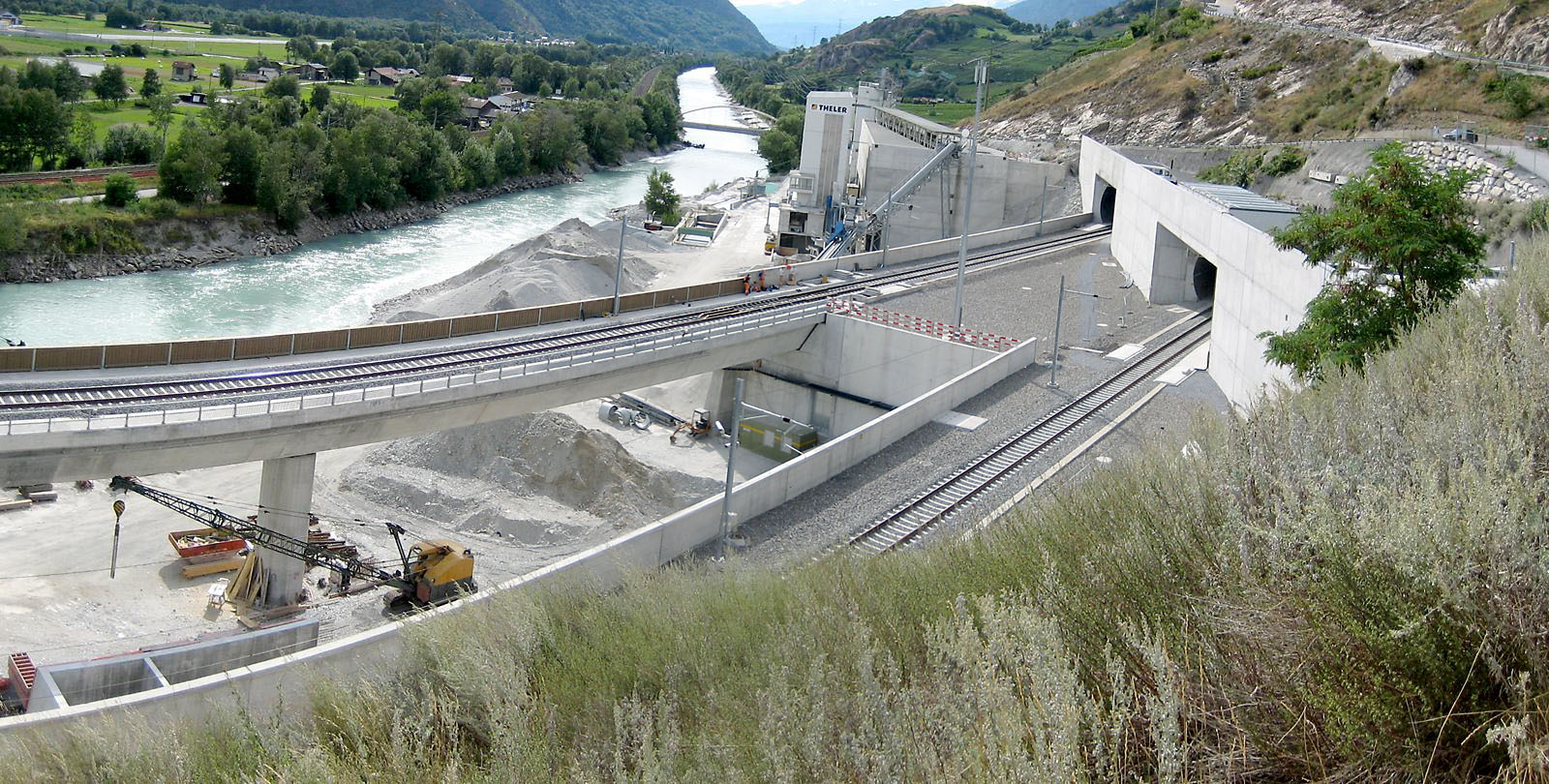
Jižní portál Lötschberského úpatního tunelu u Raronu

Regionální vlaky na trati Brig – Sion (Simplonská dráha) zastavují v Raronu; vlaky dálkové dopravy jej však projíždějí. V blízkosti letiště Raron, které bylo do roku 1995 také vojenským letištěm s leteckou kavernou, se nachází základna vrtulníkové záchranné služby Air Zermatt.
Lanovky v blízkosti nádraží Raron spojují obec s Eischollem (lanová dráha Raron–Eischoll) a Unterbächem.